# Mistrovství Asie v rychlobruslení žen
Mistrovství Asie v rychlobruslení žen pořádá Mezinárodní bruslařská unie každoročně od roku 1999 s výjimkou roku 2002. Šampionáty jsou společné s mužským mistrovstvím. Závodí se v malém čtyřboji, tedy na tratích 500, 3000, 1500 a 5000 m.

## Medailistky
| Rok  | Místo                        | Zlato                        | Stříbro                      | Bronz                        |
| ---- | ---------------------------- | ---------------------------- | ---------------------------- | ---------------------------- |
| 1999 | Nagano                       | Maki Tabataová               | Nami Nemotová                | Eriko Seová                  |
| 2000 | Ulánbátar                    | Maki Tabataová               | Sung Li                      | Kao Jang                     |
| 2001 | Charbin                      | Maki Tabataová               | Nami Nemotová                | Sung Li                      |
| 2002 | Mistrovství Asie se nekonalo | Mistrovství Asie se nekonalo | Mistrovství Asie se nekonalo | Mistrovství Asie se nekonalo |
| 2003 | Charbin                      | Maki Tabataová               | Nami Nemotová                | Eriko Seová                  |
| 2004 | Čchunčchon                   | Maki Tabataová               | Eriko Išinová                | Eriko Seová                  |
| 2005 | Ikaho                        | Nami Nemotová                | Maki Tabataová               | Eriko Išinová                |
| 2006 | Charbin                      | Wang Fej                     | Eriko Išinová                | Eriko Seová                  |
| 2007 | Čchang-čchun                 | Wang Fej                     | Maki Tabataová               | Eriko Išinová                |
| 2008 | Šen-jang                     | Maki Tabataová               | Eriko Išinová                | Wang Fej                     |
| 2009 | Tomakomai                    | Masako Hozumiová             | Maki Tabataová               | Juri Obaraová                |
| 2010 | Obihiro                      | Masako Hozumiová             | Šiho Išizawaová              | Maki Tabataová               |
| 2011 | Charbin                      | Eriko Išinová                | Masako Hozumiová             | Ajaka Kikučiová              |
| 2012 | Astana                       | Miho Takagiová               | Ajaka Kikučiová              | Pak To-jong                  |
| 2013 | Čchang-čchun                 | Masako Hozumiová             | Eriko Išinová                | Kim Po-rum                   |

## Medailové pořadí závodnic
V tabulce jsou uvedeny pouze závodnice, které získaly nejméně 1 zlatou medaili.
| Pořadí | Jméno            | Zlato | Stříbro | Bronz | Celkem |
| ------ | ---------------- | ----- | ------- | ----- | ------ |
| 1.     | Maki Tabataová   | 6     | 3       | 1     | 10     |
| 2.     | Masako Hozumiová | 3     | 1       | 0     | 4      |
| 3.     | Wang Fej         | 2     | 0       | 1     | 3      |
| 4.     | Eriko Išinová    | 1     | 4       | 2     | 7      |
| 5.     | Nami Nemotová    | 1     | 3       | 0     | 4      |
| 6.     | Miho Takagiová   | 1     | 0       | 0     | 1      |

## Medailové pořadí zemí
| Pořadí | Země        | Zlato | Stříbro | Bronz | Celkem |
| ------ | ----------- | ----- | ------- | ----- | ------ |
| 1.     | Japonsko    | 12    | 13      | 9     | 34     |
| 2.     | Čína        | 2     | 1       | 3     | 6      |
| 3.     | Jižní Korea | 0     | 0       | 2     | 2      |